# Sitecore
Sitecore — разработчик систем управления веб-контентом, онлайн маркетинга и портальных интранет-решений для крупного и среднего бизнеса во всем мире. Компания была основана в 2001 году в Копенгагене, Дания, группой из 5 единомышленников. В настоящее время Sitecore имеет офисы и представительства в более чем 50 странах по всему миру.

## Продукты
В первую очередь Sitecore известна своей системой управления Веб-контентом Sitecore Web CMS (Web Content Management System — WCM, WCMS or Web CMS), в настоящее время в версии 6.5, релиз которой состоялся 8 июня 2011 года. Sitecore также предлагает решение для организации корпоративного Интранет портала, а также Sitecore Foundry — систему для управления множеством аффилированных веб-сайтов. Дополнительные модули включают SharePoint Connector, SEO, Forum, Newsletter и модуль StatCenter. С 30 июня 2009 года также доступен Online Marketing Suite, который объединяет WCM систему с новейшими технологиями веб-аналитики и возможностями по автоматизации маркетинга.
Бесплатная версия Sitecore CMS с ограниченным функционалом доступна как Sitecore Xpress.

## Content Management Framework
Sitecore Web CMS — флагманский продукт Sitecore, является также полнофункциональным, контенто-зависимым Фрэймворком (выполняет код написанный для него, а не исполняется сам) с разделением содержания и оформления. Имея простую, но мощную единую концепцию структурных элементов, называемых Элементами Контента (Content Items), система может быть использована для реализации различных сценариев доставки контента во многих форматах, включая, но, не ограничиваясь, HTML, PDF, Flash / Flex и Silverlight.

## Отношение к Microsoft SharePoint
Продукты Sitecore часто сравнивают с Microsoft SharePoint, популярной веб-системой для организации групповой работы от Microsoft, входящей в семейство продуктов Microsoft Office. Хотя и существует ряд областей, в которых функционал обоих продуктов перекрывается, обе системы нацелены на различные области применения. В то время как Microsoft SharePoint, как правило, используется в интрасети организации в качестве внутрикорпоративного портала, Sitecore, как правило, используется для управления внешним, также как и внутренним контентом.

## Технологии
Sitecore, который построен на технологии Microsoft. NET 3.5, обеспечивает доставку посетителю персонализированного контента в динамическом режиме.
Архитектура Sitecore позволяет использовать информацию, хранящуюся в различных системах. Текущие поставщики данных, которые поддерживаются Sitecore, включают в себя:
- Microsoft SQL Server
- Oracle
- MySQL
- SQLite

## Клиенты и партнеры
Более 1700 организаций выбрали продукты Sitecore, включая Microsoft, Sara Lee, Siemens, Toshiba, Omni Hotels, Computer Associates и WebTrends.
Сайт клиента Sitecore, команды Atlanta Falcons из NFL, выиграл награду Проект Года, присуждаемую InfoWorld. Клиент Sitecore — Ball State University выиграл несколько значительных наград, включая награду — Лучший Сайт Года. Sitecore имеет более 300-а сертифицированных партнеров по внедрению во всем мире.
Sitecore является Золотым Партнером Майкрософт и в 2004-м году получила звание Microsoft ISV Партнер года.